# Hyänen der Prärie
Hyänen der Prärie (Originaltitel: Wyoming) ist ein US-amerikanischer Western aus dem Jahr 1947 von Joseph Kane mit William Elliott und Vera Ralston in den Hauptrollen. Der Film wurde von Republic Pictures produziert.

## Handlung
Nahe der Stadt Medicine Bow in Wyoming wird der ehemalige Anwalt Windy Gibson Zeuge, wie eine Gruppe von Sioux einen Siedlerwagen überfallen. Er kommt dem Siedlerpaar Charles und Karen Alderson zu Hilfe, das von dem Kindermädchen Maria begleitet wird, die sich später um das Baby der schwangeren Karen kümmern soll. Während eines Schneesturms setzen bei Karen die Wehen ein. Da kein Arzt erreichbar ist, muss sie das Kind mit Hilfe von Maria zur Welt bringen. Bei der Geburt stirbt Karen, das Baby, ein Mädchen, wird nach ihr benannt.
Neun Jahre später ist Charles Alderson zu einem wohlhabenden Rancher geworden. Maria überzeugt ihn, die kleine Karen auf ein Internat in Österreich zu schicken. Aldersons Erfolg hat den Neid anderer Siedler erweckt und muss sich für seinen Schutz auf seinen Vormann Glenn Forrester verlassen. Als Karen nach einigen Jahren nach Wyoming, mittlerweile ein Bundesstaat der USA, zurückkehrt, verliebt sie sich in Glenn. Auf einem Fest beklagt sich Charles über den angekündigten Homestead Act, der Siedlern Zugang zu Landbesitz in Wyoming verhelfe. Das Fest wird von der Ankunft des neuen Siedlers Duke Lassiter unterbrochen, der um Erlaubnis fragt, auf dem Land sein Lager aufschlagen zu dürfen. Charles willigt ein, warnt den Siedler aber, dass sein Land nicht zum Siedeln zur Verfügung stehe. Windy, mittlerweile in Charles Diensten, schneidet einen Stacheldrahtzaun durch, um Lassiters Rindern Zugang zu einem Fluss zu verschaffen. Unvermutet ziehen Lassiter und seine Männer die Waffen.
Windy informiert Charles und Glenn, dass der Einspruch gegen den Homestead Act zurückgewiesen wurde. Charles vereinigt sich mit den ansässigen Ranchern. Während eines Schneesturms sucht einer der Rancher Schutz auf Charles Ranch. Er informiert ihn, dass neue Siedler Zäune auf Charles Land gezogen haben. Charles und Glenn reiten zum Juniper Pass und beginnen, den Zaun einzureißen. Eine Gruppe von Siedlern will sie daran hindern, doch Charles zieht seine Pistole und erschießt einen von ihnen. Am nächsten Morgen erscheint Lassiter mit Sheriff Niles, um Charles festnehmen zu lassen. Vor Gericht macht Charles Notwehr geltend. Glenn sagt aus, dass Charles durch den heulenden Schneesturm Windys Warnung nicht hören konnte, dass er schon auf dem Land der Siedler sei. Durch das Fenster wird ein Gewehrlauf in den Saal gehalten, doch Glenn kann mit dem Wurf eines Buches den Schützen so stören, dass sein Schuss niemanden trifft. Kurz darauf schießen Lassiter und sein Helfer Joe Sublette auf Charles Rinder und lösen damit eine Stampede aus. Ein Mann von Lassiter schießt Windy in den Rücken. Windy wird auf Charles Ranch begraben. Beim Begräbnis schlägt der Arbeiter Timmons vor, den Gesetzlosen Ben Jackson mit seiner Bande zu engagieren, um die Siedler zu bekämpfen. Glenn weist den Vorschlag zurück und will die Siedler zu einem friedlichen und gesetzestreuen Zusammenleben bringen. Lassiter, der den Kampf der Siedler benutzt, seine Taten als Viehdieb zu decken, will den Kampf weiterführen. Karen verlässt ihren Vater und warnt Glenn, dass Jackson nun doch engagiert wurde. Es kommt zu einem Kampf, bei dem Glenn den Gesetzlosen erschießt. Lassiters Viehdiebstähle werden entlarvt und er verhaftet. Charles und Glenn kommen überein, ihre Differenzen zu Gunsten Karens beizulegen.

## Hintergrund
Gedreht wurde der Film von Anfang November bis Mitte Dezember 1946 in den Republic-Studios in North Hollywood.
Frank Hotaling oblag die künstlerische Leitung. John McCarthy Jr. und George Suhr waren für das Szenenbild zuständig, Adele Palmer für die Kostüme. Verantwortlicher Toningenieur war Herbert Norsch. Die Brüder Theodore und Howard Lydecker schufen die Spezialeffekte. Yakima Canutt war der Regisseur der Second Unit, Cy Feuer der musikalische Direktor.

## Synchronisation
Die deutsche Synchronfassung entstand 1950 im Auftrag der Elite Film Franz Schröder in Berlin unter der Dialogregie von Peter Elsholtz, der auch das Dialogbuch verfasste.
| Rolle            | Schauspieler    | Deutscher Synchronsprecher |
| ---------------- | --------------- | -------------------------- |
| Charles Alderson | William Elliott | Axel Monjé                 |
| Karen Alderson   | Vera Ralston    | Bettina Schön              |
| Glenn Forrester  | John Carroll    | Ernst Wilhelm Borchert     |
| Windy Gibson     | George Hayes    | Walter Werner              |
| Duke Lassiter    | Albert Dekker   | Alfred Haase               |
| Lila Regan       | Virginia Grey   | Friedel Schuster           |

## Veröffentlichung
Die Premiere des Films fand am 28. Juli 1947 statt. In Österreich kam er am 6. Mai 2949 in die Kinos, in der Bundesrepublik Deutschland am 3. Dezember 1950.

## Kritiken
Das Lexikon des internationalen Films schrieb: „Kleiner Western mit sozialen Konflikten und rüden Actionszenen. Solide inszeniert, ohne höhere Ansprüche.“
Die Filmzeitschrift Cinema befand: „Schön fotografierter Prärie-Oldie.“